# Comuna Donji Vidovec, Međimurje
Donji Vidovec este o comună în cantonul Međimurje, Croația, având o populație de 1.399 de locuitori (2011).

## Demografie
Componența etnică a comunei Donji Vidovec
     Croați (97%)
     Romi (2,29%)
     Necunoscut (0,07%)
     Neclasificat (0,43%)
Componența confesională a comunei Donji Vidovec
     Catolici (97,43%)
     Fără religie și atei (1,22%)
     Necunoscută (0,71%)
     Alte religii (0,64%)
Conform recensământului din 2011, comuna Donji Vidovec avea 1.399 de locuitori. Din punct de vedere etnic, majoritatea locuitorilor (97,0%) erau croați, cu o minoritate de romi (2,29%). Apartenența etnică nu este cunoscută în cazul a 0,07% din locuitori. Din punct de vedere confesional, majoritatea locuitorilor (97,43%) erau catolici, cu o minoritate de persoane fără religie și atei (1,22%). Pentru 0,71% din locuitori nu este cunoscută apartenența confesională.